# Aruspicina
L'aruspicina (da ar che significa fegato e spicio che significa guardare) era l'arte divinatoria che consisteva nell'esame delle viscere (soprattutto fegato ed intestino) di animali sacrificati per trarne segni divini e norme di condotta. Chi esercitava l'aruspicina era chiamato aruspice.
Essendo una pratica d'origine etrusca, nell'antica Roma gli aruspici erano considerati stranieri e non costituivano alcun collegio sacerdotale ufficiale. Gli aruspici furono consultati per tutta la durata dell'impero romano e si tramanda che ancora nel 408, durante l'assedio di Roma, aruspici pronunciarono maledizioni in lingua etrusca per lanciare fulmini sui visigoti di Alarico I. Si dice anche che l'aruspice personale di Giulio Cesare, l'etrusco Spurinna, avrebbe predetto al dittatore romano la tragica morte alle idi di marzo.
L'arte aruspicina si basava sulla determinazione del templum, ovvero lo spazio sacro su cui si proiettava la suddivisione della volta celeste. Questa si ipotizzava attraversata da due rette perpendicolari: cardo (direzione nord-sud) e decumano (direzione est-ovest). Partendo dalla linea del decumano e andando verso est si delimitava la pars familiaris (dove risiedevano gli dèi benevoli, fra cui Tinia e sua moglie Uni), mentre verso ovest la pars hostilis (dove risiedevano gli dèi ostili ovvero gli dèi dell'oltretomba).
Prendendo la linea del cardo e andando verso sud si delimitava la pars àntica, mentre verso nord la pars postica. L'intersezione delle due rette (cardo e decumano) ripartiva la volta celeste in quattro quadranti, ognuno dei quali era a sua volta suddiviso in quattro parti. Il cielo era così composto da 16 settori in tutto, ognuno dei quali costituiva la sede di una divinità diversa.
Per la stretta relazione tra macrocosmo e microcosmo, la ripartizione della volta celeste si rifletteva anche su singoli elementi, viventi e non viventi, della Terra, fra cui il fegato e le viscere degli animali. Gli aruspici predicevano il destino studiando attentamente il fegato e l'intestino (soprattutto fegato) degli animali sacrificati (in genere pecore): se osservavano segni particolari come cicatrici o altre anomalie, confrontavano il fegato con un modello bronzeo (famoso è il fegato di Piacenza, modello in bronzo riportante le ripartizioni e i nomi degli dèi) per capire a quale settore del cielo corrispondeva e, quindi, quale divinità aveva mandato quel segno (se era di buon auspicio o meno), per poi cercare di capirne il significato.
Gli aruspici erano vestiti con un mantello frangiato, indossavano un alto cappello conico e tenevano in mano un particolare bastone con l'estremità a spirale chiamato lituo.
Da ricordare che l'imperatore romano Diocleziano diede inizio alla persecuzione dei cristiani dopo un episodio narrato, in particolare, da Eusebio di Cesarea e da Lattanzio. Diocleziano si trovava in Oriente e, come era suo costume, immolava delle vittime e interrogava le loro viscere sul futuro. Alcuni dei suoi servi cristiani, che assistevano al sacrificio, si fecero il segno della croce. Questo, cacciando i demoni, turbò i riti pagani, cosicché gli aruspici dichiararono che non vedevano nelle viscere i segni consueti. Il sacrificio fu ripetuto più volte ma invano. Diocleziano allora, pieno di collera, ordinò che sacrificassero non solo chi assistette al sacrificio ma anche quelli che erano nel palazzo e che, in caso di rifiuto, venissero frustati. L'episodio è importante perché comportò, ancora prima della persecuzione dei cristiani, la loro epurazione dall'esercito. A seguito di tale episodio nel 303 d.C., Diocleziano emanò un editto, su suggerimento di Galerio, che diede inizio alla grande persecuzione dei cristiani. 
Nel 313, anno dell'Editto di Milano, l'imperatore Costantino il Grande proibì l'aruspicina privata. Nel 341 Costanzo II proibì i sacrifici animali e chiuse i templi, incontrando le resistenze di un paganesimo ancora forte.